# 新吉
新吉，是臺灣臺南市安定區的一個傳統地域名稱，位於該區南部偏西。相較於今日行政區，其範圍大致為新吉里不含西部。
本地區境內主要聚落為新吉。

## 歷史
台灣日治初期，新吉地區為一街庄，稱為「新吉庄」（舊制街庄），隸屬於西港仔堡。該庄昔日北與海藔庄、管藔庄為鄰，東與港口庄為鄰，東南邊為六塊藔庄，西南邊為公親藔庄，西邊隔曾文溪及其河灘地與南海埔庄為界。
1901年（日治明治三十四年）11月11日，全台廢縣廳改設二十廳，該庄隸屬於鹽水港廳。1904年（明治三十七年）4月1日，該庄編入「西港仔區」，隸屬於鹽水港廳。1906年（明治三十九年）4月1日，鹽水港廳內管轄區域調整，該庄仍隸屬於西港仔區。1909年（明治四十二年）10月25日，全台合併二十廳為十二廳，西港仔區改隸屬於臺南廳。1920年（大正九年）10月1日，全台地方制度大改正，廢十二廳改設五州二廳，該庄改制為「新吉」大字，隸屬於臺南州新化郡安定庄（新制街庄）。
戰後安定庄改制為安定鄉，隸屬於臺南縣，大字亦改制為村。1950年（民國39年）10月25日，雲、嘉、南分治，安定鄉仍隸屬於臺南縣。2010年（民國99年）12月25日，臺南縣、市合併為直轄臺南市，安定鄉改制為安定區，村亦改制為里。

## 聚落
本地區發展較早的聚落為新吉，在日治初期的官方地圖上已有記載。

## 交通
國道8號又稱「台南支線」，其西側端點台南端（起點）位於本地區西南部邊界外緣，以大彎道經過本地區北部及西部且在此路段設有平面側車道（台南支線聯絡道），並在本地區北部偏東的省道台19線交會處設有僅供「西出東入」的新吉交流道，另外在本地區中西部通往東溪埔寮聚落的道路交會處亦設有平交路口，由此等可快速前往國道8號沿線各地。
省道台19線又稱「中央公路」，是彰化至永康的幹道，經過本地區主聚落。由該道路北行可前往西港區、佳里區、學甲區、鹽水區等地；南行可前往安南區、永康區西端，並止於六甲頂地區的省道台1線轉角路口。
區道南131線是新吉至公親寮的道路，其北側端點（起點）位於本地區主聚落南側略偏西的省道台19線路口。

## 文化
- 扛茨走溪流